# László-Bencsik Sándor
László-Bencsik Sándor (Békésszentandrás, 1925. december 14. – Budapest, 1999. december 9.) magyar író, szociográfus, koreográfus, egyetemi tanár.

## Életpályája
1942-1946 között Észak-Erdélyben végzett néprajzi és népnyelvi gyűjtést. 1944-1946 között a kolozsvári Bolyai Tudományegyetem nyelv- és történelemtudomány, magyar szakát végezte el. 1946-ban kiutasították Romániából. 1946-1949 között a Pázmány Péter Tudományegyetem hallgatója volt. 1947-1953 között a Színház- és Filmművészeti Főiskola, a Testnevelési Főiskola és az Állami Balettintézet néptánctanára volt. 1950-1954 között a Néphadsereg Művészegyüttesének művészeti vezetője, 1955-1960 között koreográfusa volt. 1961-1966 között a Néphadsereg Központi Klubjának munkatársaként dolgozott. 1966-1973 között a Fősped exportcsomagolója, majd üzemvezetője volt. 1968-tól publikált. 1973-1980 között a Népművelési Intézet munkatársa volt. 1980-1986 között a Művelődéskutató Intézet tudományos munkatársa, majd főmunkatársa volt.

## Színházi művei
A Színházi Adattárban regisztrált bemutatóinak száma: 3.
- Mesék az emberről (Pantomim 58) (1958) (koreográfus is)
- Történelem alulnézetben (1975)
- Anyaföld (1976)

## Művei
- A tánctanulás kisiskolája (Szentpál Olgával, Rábai Miklóssal, 1949)
- Egy tánccsoport útnak indul (1955)
- Kis könyv a táncról (Kaposi Edittel, Merényi Zsuzsával, 1961)
- Nagy magyarok idegenben (szociográfia, 1973)
- Történelem alulnézetben (szociográfia, 1973)
- Szoros kötésben (regény, 1979)
- Mesejáró Rebeka és Tengerjáró Tóbiás (mese, 1984)
- Bosnyák téri színjátékok (szociográfia, 1987)

## Filmjei
- A piac (1983)

## Díjai
- A Magyar Népköztársasági Érdemérem arany fokozata (1952)
- SZOT-díj (1974)
- A Munka Érdemrend ezüst fokozata (1978)
- A Munka Érdemrend arany fokozata (1984)
- Az MTI-PRESS tárcapályázatának különdíja (1994)